# Ecthlipsis
En retórica, la ecthlipsis es la figura literaria de dicción que complementa a la sinalefa, pues supone la fusión de las consonantes final e inicial de sendas palabras cuando aquellas son idénticas o muy similares.
Ejemplo: los siguientes versos, de Jorge Manrique, forman parte de una estrofa formada con versos de  8 y 4 sílabas. El segundo de los versos, aunque cuenta con 5 sílabas gramaticales, gracias a la ecthlipsis, se queda con 4, pues su primera sílaba, que empieza por d, se une a la última palabra del primer verso que termina en d.
ni menos la voluntad
de tal manera.
- Datos: Q5817391